# شب روی سنگفرش خیس
شب روی سنگفرش خیس نمایشنامه‌ای است در شش مجلس از اکبر رادی.